# Zócalo (arquitectura)
El zócalo (del Latín: soccŭlus ‘basamento’) en arquitectura es un elemento del pedestal.

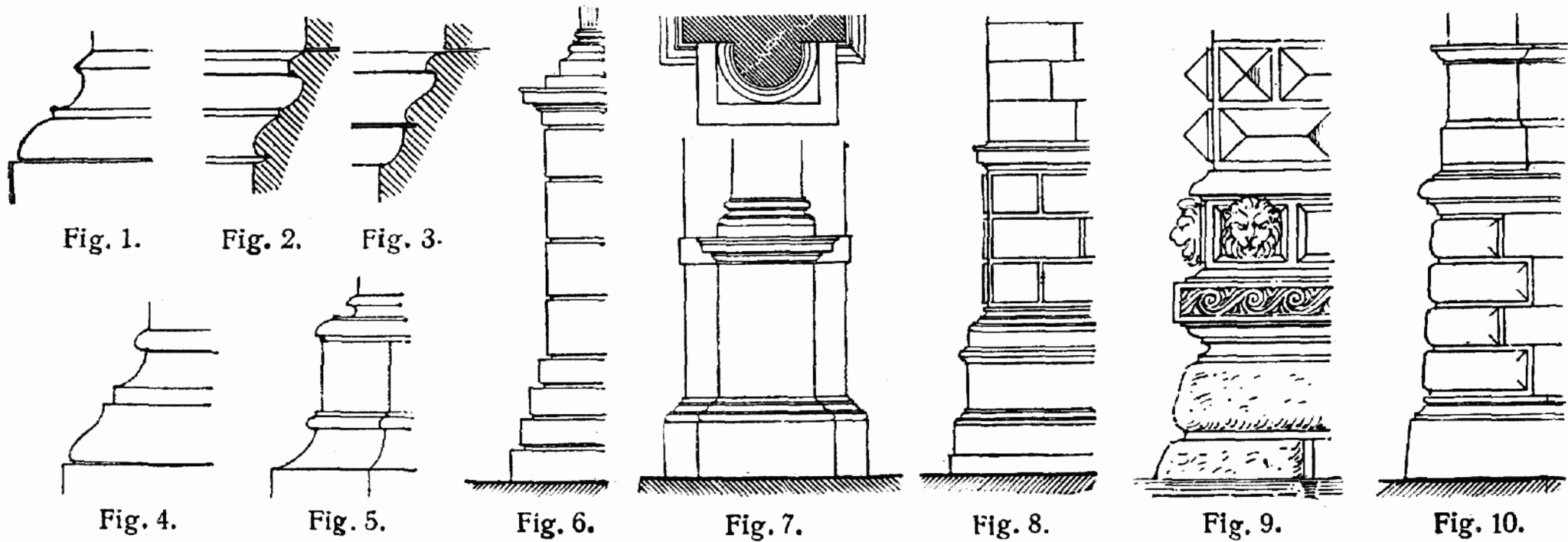
Tipos de zócalos en columnas.

Se refiere a la base corta que sostiene un pedestal, una escultura o una columna.
También se denomina zócalo al cuerpo inferior de un edificio. Una de las funciones constructivas del zócalo es la de nivelar los basamentos de un edificio a una misma cota. Suelen elaborarse en piedra tallada con elevadas prestaciones a los esfuerzos de compresión, y es por esta razón por lo que predomina el granito. El zócalo está soportado directamente sobre la cimentación de los edificios; antiguamente consistía en un paralelepípedo pétreo que se asentaba inmediatamente sobre el suelo.
En una columna, se denomina zócalo (o basamento) a la pieza cilíndrica sobre la  que esta se soporta, y es por esta razón por la que se emplea como sinónimo de pedestal.
También se denomina zócalo la superficie salediza en la parte inferior de una obra.
Otro uso es como sinónimo de friso, la faja inferior en una pared. Esta superficie pintada o enbaldosinada, usualmente corrida y estrecha, en la parte inferior de una pared. También puede ser de seda, estera de junco, papel pintado, azulejos, mármol, entre otros.